# Ultimate Girls
Ultimate Girls (UG☆アルティメットガール Arutimetto Gāru?) es una serie de anime de difusión independiente (UHF) producida por M.O.E. La trama de la serie es una parodia, principalmente del género kaiju, tokusatsu y mahō shōjo, entre otras. Ultimate Girls fue estrenada el 10 de enero de 2005 y finalizó el 28 de marzo del mismo año con doce episodios emitidos.

## Argumento
Durante uno de los tantos ataques de monstruos que suceden diariamente en Tokio, tres amigas son aplastadas accidentalmente por el héroe de la ciudad, UFO-Man (una parodia a Ultraman), en un intento por presenciar mejor la pelea. Este, muy apenado por lo que hizo, revive a las tres muchachas (llamadas Silk, Vivian y Tsubomi) repartiendo su propio poder entre las estas para poder lograrlo. Este acto redujo los poderes y el tamaño de UFO-Man reduciéndolo a un bastón. Con este bastón las chicas ahora son capaces de transformarse, por turnos, en superheroínas gigantes y bajo la tutela de UFO-Man se convertirán en las Ultimate Girls, las nuevas defensoras de Tokio.

## Personajes
Silk Koharuno (小春野 白絹 Koharuno Shiruku?)
Seiyu: Misato Fukuen
La heroína principal del trío. Aunque es una chica muy tímida y reservada, fue la primera de las tres en transformarse con sus nuevos poderes en una heroína gigante. En su forma gigante es conocida por la prensa como Hinnyu (pechos pequeños), sin embargo la mayoría de los monstruos se refieren a ella como la Ultimate Girl.
Vivenne Ōtori (鳳 ヴィヴィアン Ōtori Vivian?)
Seiyu: Hitomi Nabatame
Una de las mejores amigas de Silk (está enamorada de ella, por ende es lesbiana). También fue revivida con los poderes de UFO-Man pero no se transformó por primera vez sino hasta después de que Tsubomi regresara a la normalidad pasando a hacer, por defecto, su turno. Fue la primera en descubrir como funcionan sus poderes (se manifiestan mediante su vergüenza). En su forma gigante es conocida por la prensa como Kyonyū (Pechos Grandes) por su prominente busto.
Tsubomi Moroboshi (諸星 つぼみ Moroboshi Tsubomi?)
Seiyu: Ai Tokunaga
Es la última del trío, aficionada al cosplay y una excelente costurera. Fue la segunda en transformarse pero al hacerlo sin vergüenza o incomodidad (las fuentes de su poder) fue rápidamente derrotada. A diferencia de sus compañeras, ella disfruta de su rol de superhéroe, lo cual le quita poder por lo ya dicho, compensando esto con fuerza bruta. En su forma gigante es conocida por la prensa como Loli.
UFO-Man (UFOマン Yūfōman?)
Seiyu: Tōru Furuya
Alguna vez fue el héroe gigante de Tokio que acababa con los innumerables monstruos que arrasaban con la ciudad. Esto fue hasta que por accidente aplastó a tres estudiantes que se encontraban en las cercanías. Debido a esto siente culpa y las revive sacrificando sus poderes. Ahora su cuerpo quedó drásticamente reducido, convertido en un bastón (con el cual las chicas activan sus poderes) pero conservando su capacidad de hablar y de moverse por sí mismo.
Makoto Moroboshi (諸星 真 Moroboshi Makoto?)
Seiyu: Yūki Tai
Es el hermano mayor de Tsubomi, joven fotógrafo y miembro del club de periodismo de la secundaria. Busca constantemente descubrir la identidad de las Ultimate Girls y cobrar la recompensa. En los últimos dos capítulos, se fusiona accidentalmente a una sustancia verde que lo transforma en una especie de UFO-Man oscuro que existe solo para descubrir la identidad de la Ultimate Girl (Silk) y destruirla. Está enamorado de Silk.

## Música
Opening Theme"White Heat" por Yozuca.
Ending Theme"3 Sentimental" por Misato Fukuen.